# Croisilles (Pas de Calais)
Croisilles és un municipi francès situat al departament del Pas de Calais i a la regió dels Alts de França. L'any 2007 tenia 1.288 habitants.

## Demografia

### Població
El 2007 la població de fet de Croisilles era de 1.288 persones. Hi havia 453 famílies de les quals 95 eren unipersonals (19 homes vivint sols i 76 dones vivint soles), 141 parelles sense fills, 179 parelles amb fills i 38 famílies monoparentals amb fills.
La població ha evolucionat segons el següent gràfic:
Habitants censats

### Habitatges
El 2007 hi havia 481 habitatges, 460 eren l'habitatge principal de la família, 5 eren segones residències i 16 estaven desocupats. 421 eren cases i 59 eren apartaments. Dels 460 habitatges principals, 346 estaven ocupats pels seus propietaris, 105 estaven llogats i ocupats pels llogaters i 10 estaven cedits a títol gratuït; 3 tenien una cambra, 29 en tenien dues, 46 en tenien tres, 95 en tenien quatre i 288 en tenien cinc o més. 395 habitatges disposaven pel capbaix d'una plaça de pàrquing. A 207 habitatges hi havia un automòbil i a 202 n'hi havia dos o més.

### Piràmide de població
La piràmide de població per edats i sexe el 2009 era:
| Homes | Edats   | Dones |
| ----- | ------- | ----- |
| 4     | 95 o +  | 0     |
| 0     | 90 a 94 | 24    |
| 12    | 85 a 89 | 24    |
| 4     | 80 a 84 | 4     |
| 20    | 75 a 79 | 16    |
| 20    | 70 a 74 | 28    |
| 20    | 65 a 69 | 32    |
| 12    | 60 a 64 | 28    |
| 12    | 55 a 59 | 12    |
| 48    | 50 a 54 | 28    |
| 76    | 45 a 49 | 68    |
| 28    | 40 a 44 | 44    |
| 36    | 35 a 39 | 36    |
| 44    | 30 a 34 | 32    |
| 20    | 25 a 29 | 36    |
| 28    | 20 a 24 | 28    |
| 48    | 15 a 19 | 64    |
| 40    | 10 a 14 | 44    |
| 20    | 5 a 9   | 56    |
| 52    | 0 a 4   | 24    |

## Economia
El 2007 la població en edat de treballar era de 799 persones, 573 eren actives i 226 eren inactives. De les 573 persones actives 518 estaven ocupades (263 homes i 255 dones) i 55 estaven aturades (21 homes i 34 dones). De les 226 persones inactives 83 estaven jubilades, 67 estaven estudiant i 76 estaven classificades com a «altres inactius».

### Ingressos
El 2009 a Croisilles hi havia 492 unitats fiscals que integraven 1.300 persones, la mediana anual d'ingressos fiscals per persona era de 17.288,5 €.

### Activitats econòmiques
Dels 42 establiments que hi havia el 2007, 2 eren d'empreses extractives, 5 d'empreses de construcció, 11 d'empreses de comerç i reparació d'automòbils, 2 d'empreses de transport, 2 d'empreses d'hostatgeria i restauració, 3 d'empreses financeres, 2 d'empreses immobiliàries, 3 d'empreses de serveis, 9 d'entitats de l'administració pública i 3 d'empreses classificades com a «altres activitats de serveis».
Dels 15 establiments de servei als particulars que hi havia el 2009, 1 era una oficina d'administració d'Hisenda pública, 1 gendarmeria, 1 oficina de correu, 1 una oficina bancària, 2 tallers de reparació d'automòbils i de material agrícola, 1 paleta, 3 guixaires pintors, 2 perruqueries, 1 veterinari, 1 agència immobiliària i 1 saló de bellesa.
Dels 4 establiments comercials que hi havia el 2009, 1 era una botiga de menys de 120 m², 1 una fleca i 2 floristeries.
L'any 2000 a Croisilles hi havia 9 explotacions agrícoles que ocupaven un total de 675 hectàrees.

## Equipaments sanitaris i escolars
L'únic equipament sanitari que hi havia el 2009 era una farmàcia.
El 2009 hi havia 1 escola maternal i 1 escola elemental.

## Poblacions més properes
El següent diagrama mostra les poblacions més properes.